# YAGNI
A YAGNI, azaz you aren't gonna need it („nem lesz szükséged rá”) az extrém programozás elve, amely azt mondja ki, hogy nem kell funkcionalitásokat készíteni amíg nem bizonyosodik be, hogy azokra valóban szükség van. Ron Jeffries, az extrém programozás társalapítója így vélekedett: „Mindig implementáld a dolgokat, amelyekre ténylegesen szükséged van, azokat viszont ne, amelyekről csak sejted, hogy szükséged lehet rájuk”.

## Kontextus
A YAGNI az extrém programozás gyakorlatának egyik alapelvéhez köthető, amely kimondja, hogy „csináld a legegyszerűbb dolgot, amely működhet” (do the simplest thing that could possibly work, DTSTTCPW). Számos más gyakorlattal kombinálva, például folyamatos kódrefaktorálással, folyamatos automatizált egységteszteléssel és folyamatos integrálással kell használni. Folyamatos refaktorálás nélkül használva rendezetlen kódot eredményezhet, mely sok utómunkát kíván. A YAGNI függ a kiegészítő gyakorlatoktól; ez az extrém programozás eredeti meghatározásának része.

## Fordítás
- Ez a szócikk részben vagy egészben  a   You aren't gonna need it című angol Wikipédia-szócikk ezen változatának fordításán alapul.  Az eredeti cikk szerkesztőit annak laptörténete sorolja fel. Ez a jelzés csupán a megfogalmazás eredetét és a szerzői jogokat jelzi, nem szolgál a cikkben szereplő információk forrásmegjelöléseként.